# هيروكي توتشي
هيروكي توتشي (東地宏樹 توتشي هيروكي) هو ممثل ياباني ولد في 26 مايو 1966 في طوكيو.

## أدواره في الأنمي

### مسلسلات أنمي تلفزيونية
- رينبو: نيشا روكوبو نو شيتشينين - آنتشان (ساكوراجي)
- ترينيتي بلاد - إيبل نايترود
- دوت هاك روتس - أوفان
- دي جرايمان - كروس ماريان
- سكرابد برنسس - لوك ستورم
- القناص - جين فريكس
- تسوباسا كرونيكل - سيشيرو
- ياكيتاتي!! جابان - كين ماتسوشيرو
- البدلة المتنقلة جاندام 00 - لاسي إيون
- البدلة المتنقلة جاندام إيج - غروديك إينوا
- الخادم الأسود - باردروي/بارد
- الخادم الأسود 2 - باردروي/بارد
- الخادم الأسود Book of Circus - باردروي/بارد
- زيبانغ - الملازم تاكومي كوساكا
- NEEDLESS - أدام أركلايت
- نبضات الملاك! - تشا
- هيرومان - أكسل هيوز
- المتحري الروحي ياكومو - كازوتوشي غوتو
- إندكس معينة خاصة بالسحر II - أكوا
- فايري تايل - بانثر ليلي
- بليد - لوشيوس أيزاك
- بليتش - كوغو غينجو
- إينيشيال دي Fifth Stage - ساتوشي أوميا
- كود:بريكر - قائد الشرطة تاكاتا
- تشايكا أميرة التابوت - غراد لانسيا
- هاناياماتا - والد تامي نيشيميكادو
- أص الديناري - تيشّين كاتاوكا
- هاكاتا تونكوتسو رامنز - موناكاتا
- Rewrite - سوغين إساكا
- أوفرلورد II - زاريوسو شاشا
- ماغي: مغامرات سندباد - بعل
- فيت/إكسترا Last Encore - توايس إتش بيسمان
- أسد مارس - ماساموني غوتو
- الخطايا السبع المميتة: إعادة إحياء الوصايا - إستاروسا
- الخطايا السبع المميتة: غضب الحراس - إستاروسا
- الخطايا السبع المميتة: قضاء الغضب - إستاروسا
- يوغي ARC-V - يوشو ساكاكي

### أنمي الإنترنت
- بي البداية - إريك توغا

### أوفا أنمي
- تسوباسا شونرايكي - سيشيرو
- البدلة المتنقلة جاندام يونيكورن - داغزا ماكل
- سوبرنتشرل ذي أنيميشن - دين وينشيستر
- فيت/بروتوتايب - والد أياكا ساجو
- كوبرا ذي أنيميشن: ذا سايكوغان - كريستال بوي
- الخادم الأسود Book of Murder - باردروي/بارد

### أفلام أنمي
- سلسلة أفلام حدود الفراغ
  - حدود الفراغ: الفصل الثاني «دراسة القتل (الجزء الأول)» - دايسكي أكيمي
  - حدود الفراغ: الفصل الخامس «لولب التناقض» - دايسكي أكيمي
  - حدود الفراغ: الفصل السابع «دراسة القتل (الجزء الثاني)» - دايسكي أكيمي
- فيلم البدلة المتنقلة جاندام 00: آ ويكينينغ أوف ذا تريلبليزر - لاسي إيون
- الخادم الأسود Book of the Atlantic - باردروي/بارد

## أدواره في ألعاب الفيديو
- فاينل فانتسي XIII - ياغ روش
- تيلز أوف غريسز - ماليك سيزر
- مارفل فرسس كابكوم 3 - كريس ريدفيلد
- ألتيميت مارفل فرسس كابكوم 3 - كريس ريدفيلد
- فيت/إكسترا - توايس إتش بيسمان
- سلسلة ألعاب دوت هاك جي يو - أوفان

## أدواره في الدبلجة اليابانية
- عودة سوبرمان - كلارك كينت/سوبرمان
- بريزون بريك - مايكل سكوفيلد
- أفاتار - جايك سولي
- سوبرنتشرل - دين وينشيستر (الصوت الثاني)
- حكاية لعبة 3 - كين
- خلطة بيطة بالصلصة - هورست
- بيتي القبيحة - دانييل
- الحظوة - ألفريد بوردن
- غلي - كارل هاول
- كرة المال - بيلي بين
- بعد الأرض - سايفر ريج
- البرق - ليونارد سنارت/كابتن كولد
- جبل بروكباك - جاك تويست

## وصلات خارجية
- هيروكي توتشي على موقع IMDb (الإنجليزية)
- هيروكي توتشي على موقع ألو سيني (الفرنسية)
- هيروكي توتشي على موقع ميوزك برينز (الإنجليزية)
- هيروكي توتشي على موقع ميوزك برينز (الإنجليزية)
- هيروكي توتشي على موقع قاعدة بيانات الفيلم (الإنجليزية)
- هيروكي توتشي على موقع كينوبويسك (الروسية)
- هيروكي توتشي على موقع ANN person (الإنجليزية)